# پل گراس
پل مایکل گراس (به انگلیسی: Paul Michael Gross) یک بازیگر، خواننده، تهیه‌کننده و کارگردان کانادایی و متولد ۳۰ آوریل ۱۹۵۹ در آلبرتا است.
او در سریال به سوی جنوب در نقش بنتون فریزر بازی کرده‌است. دخترش هانا نیز از سال ۲۰۰۲ بازیگری را آغاز کرد. از دیگر آثار او می توان به عامل نفوذی، قسمتی از شیشه، ویلبی شگفت‌انگیز و مصائب و مشکلات اشاره کرد.

## زندگی شخصی
در سپتامبر ۱۹۸۸، او با بازیگری کانادایی به نام مارتا ازدواج کرد. پل صاحب دو فرزند به نامهای هانا و جک است.